# 和歌山県下水道公社
公益財団法人和歌山県下水道公社（こうえきざいだんほうじんわかやまけんげすいどうこうしゃ）は、和歌山県・橋本市・伊都郡かつらぎ町・伊都郡九度山町を設立団体とする公益法人。

## 概要
2000年（平成12年）、和歌山県内における下水道事業の推進し、下水道整備の促進と維持管理を通じて、和歌山県民の快適な生活と公共用水域の水質保全に寄与することを目的に設立された。

## 沿革
- 2000年12月11日 - 財団法人和歌山県下水道公社設立。

## 事業内容
- 下水道知識の普及啓発及び職員研修事業
- 下水道技術の調査研究及び指導事業
- 流域下水道事業の維持管理業務の受託事業
- その他上記目的を達成するために必要な事業

## 所在地
- 〒649-7164 和歌山県伊都郡かつらぎ町窪470番地の1